# Bollmaniulus tiganus
Bollmaniulus tiganus är en mångfotingart som först beskrevs av Chamberlin 1910.  Bollmaniulus tiganus ingår i släktet Bollmaniulus och familjen Parajulidae. Inga underarter finns listade i Catalogue of Life.